# ファウルチップ
ファウルチップ（英: Foul tip）は、野球やソフトボールで、打者が打ったボールが直接捕手の方向に飛んで、一定の条件で捕手が捕球したものをいう。

## 定義
ファウルチップは、打者が打ったボールが、鋭く捕手のほうに飛んだもの（チップ）のうち、以下のいずれかになったものを指す。
- 直接捕手の手またはミットで捕球されたもの（ソフトボールでは打者の頭の高さを超えない小飛球を含む[2]）。
- 最初に捕手の身体または用具（マスク、プロテクター等）に触れて跳ね返り、それを捕手が地上に落ちる前に捕らえたもの[3]。
  - 後者については、2020年度までは「最初に捕手の手またはミットに触れて跳ね返ったもの」に限られていた。即ち、最初に触れたものが捕手の手でもミットでもなかった場合については、地上に落ちる前に捕手が捕らえても、ファウルチップとは認められなかった。

次の場合は、ファウルチップではない。ファウルボールである。
- チップしたボールが、グラウンドや球場のフェンスなどに触れた場合。
- チップしたボールが、打者や球審など、捕手以外の人に触れた場合。
- チップしたボールが捕手の身体または用具に触れたが、最終的に捕手が捕らえられなかった場合。

なお、バックネットに飛んだファウルボールをファウルチップと呼んでいる例があるが、ルールとしてのファウルチップとは全くの別物である。

## 概要
ファウルチップはストライクの正規捕球である。したがって、これが第3ストライク（三振）の場合、打者はアウトとなる。
球審がファウルチップと判定した場合は、通常のストライクと同様に、「ストライク」を宣告する。また、「ファウルチップと判定した」ことを明確に示すために、球審は左手で握り拳を作ってその上方を右手で軽くこするジェスチャーをすることがある。
ファウルチップは通常のストライクと同様であるので、ボールインプレイであるから、盗塁を試みていた走者はリタッチをせずに進塁を行ってよい。ただし、スローピッチソフトボールではボールデッドになるため、盗塁を試みていた走者は元の塁に戻る必要がある。
反則打球に抵触する打撃がファウルチップになった場合、上記の規定にかかわらず反則打球が適用され、打者アウトの上でボールデッドとなる。

## ファウルチップの目的
ファウルチップを「飛球の捕球」と別扱いにするのは、遠方にいる走者から見てバットに当たったのか空振りなのかが分かり難いために、もし仮にファウルチップを通常の飛球と同様に扱うことにしてしまうと、走者に不利になるからである。
一塁に走者がいて、二塁へ盗塁した際に打者がファウルチップを打つと、もしファウルチップが飛球と同じ扱いであるならば、一塁走者にはリタッチの義務が課されるから、一塁に戻らなければならない。しかし、盗塁中の走者は空振りと誤認してリタッチをすることなく、そのまま二塁に向かう可能性がある。この場合、捕手が一塁に送球し触球すれば、走者はアピールアウトになってしまい、走者に著しく不利になる。
このような事情から、空振りに誤認しやすいファウルチップによって走者にリタッチ義務が課されることを防ぐために、走者の有無に関わらず、これを一律に空振りと同様に扱うのである。
野球においてはファウルチップと捕手への飛球とを区別する明確な判定基準、例えば、「ボールが打者の肩の高さまで跳ね上がれば後者」など、バットに触れた後どのようになれば飛球とみなすか、といった判定基準は公認野球規則には明記されていない。両者を区別する判断は、すべて審判員に任されている。

## プレイにおける実際
捕手がチップした打球を落球した場合はファウルボールである。ファウルボールはボールデッドであり、走者は進塁が認められない。そのため、走者が盗塁を試みていたとき、捕手は、チップした打球を捕球して送球しても走者をアウトにできないと判断した場合に、意図的に落球してファウルボールにすることがある。